# Eix
Eix – miejscowość i gmina we Francji, w regionie Grand Est, w departamencie Moza.
Według danych na rok 1990 gminę zamieszkiwały 222 osoby, a gęstość zaludnienia wynosiła 18 osób/km² (wśród 2335 gmin Lotaryngii Eix plasuje się na 823. miejscu pod względem liczby ludności, natomiast pod względem powierzchni na miejscu 460.).